# Future Cop: LAPD
Future Cop: LAPD es un videojuego perteneciente al género de disparos en tercera persona, y Videojuegos multijugador de arena de batalla en línea desarrollado por EA Redwood Shores y publicado por Electronic Arts y lanzado primero para la PlayStation 1, luego Mac OS y Microsoft Windows. Future Cop fue desarrollado originalmente como una entrega de la serie Strike.
En el videojuego, los jugadores asumen el papel del piloto para el X1-Alfa, un robot diseñado para luchar en la "Guerra del Crimen" en Los Ángeles en el año 2098. El X1-Alfa es un vehículo policial que puede transformarse entre un auto, vehículo de persecución, y una mecha de combate más lenta y completa.

## Jugabilidad
Hay dos modos de videojuego en el videojuego, Crime War y Asalto al precinto (ambos modos se pueden jugar como un solo jugador o como dos jugadores). asalto en el recinto es un modo de estrategia similar al de Herzog Zwei (excepto que el jugador puede ayudar activamente a sus ejércitos a llegar a la otra base) y es bien conocido por inspirar videojuegos MOBA como DotA y League of Legends.

### Modo Guerra de Crímenes
Crime War es un modo de historia, después de un día en la vida de un piloto LAPD de X1-Alfa. Los eventos de la historia van desde lunáticos deshonestos armando observatorios con armas, hasta una supercomputadora que funciona mal. Los jugadores comienzan en un parque futurista llamado Griffith Park, pero a medida que avanzan en el videojuego pueden desbloquear áreas como Venice Beach, LAX y Long Beach. Guerra de crímenes también permite a un segundo jugador en el videojuego cooperativo. El videojuego cooperativo presenta la característica única de que las barras de vida de los dos jugadores están entrelazadas; Si cualquiera de los jugadores es destruido, cuenta como un fracaso para ambos jugadores.

### Modo de asalto al precinto
Citado como uno de los primeros videojuegos del género de Videojuegos multijugador de arena de batalla en línea (o MOBA), Asalto al precinto es un modo de batalla en el que cada jugador comienza con una sola base y puede capturar torretas o puestos de avanzada en todo el mapa. El objetivo es derrotar a tu oponente comprando y desplegando Hovertanks para invadir su base principal. El videojuego termina cuando la base de un jugador es conquistada por un Hovertank estándar o uno de gran tamaño llamado "Dreadnought". Los jugadores también pueden desplegar helicópteros defensivos o el "Avión de la Fortaleza Voladora" para ayudar a asegurar su perímetro, derribar los tanques enemigos que se acercan a la base. El modo de un solo jugador consiste en luchar contra un oponente de la computadora llamado "Sky Captain", cuyo avatar en el videojuego es un Superplane, más poderoso y avanzado que el X1-Alfa. El modo de dos jugadores es una batalla competitiva entre dos robots X1-Alfa. Hay cinco áreas de asalto en el precinto diferentes con 10 configuraciones de dificultad (para un solo jugador); sin embargo, el nivel "La Cantina" no estaba en la versión original de PlayStation, solo se agregó más tarde para las versiones de computadora. También hay un área de bonificación, conocida como "Caza de errores", que es el mismo que el nivel "Campo de pruebas", excepto que todos los objetos se han convertido en criaturas como Gusanos y mariposas, en lugar de Hovertanks y Helicópteros. La Fortaleza Voladora ahora es un murciélago, y el Acorazado es una oruga grande y blindada. El nivel cuenta con una pista musical al ritmo de la música militar oscura normal del videojuego y "Sky Captain" es una libélula.
La versión para PC también permitió el videojuego competitivo en línea, técnicamente haciendo de Future Cop: LAPD el primer videojuego Videojuegos multijugador de arena de batalla en línea jamás lanzado.

## Recepción
Según los informes, el videojuego solo vendió 200,000 unidades, después de lo cual los miembros del estudio se dividieron y se mudaron a otros estudios.
En el sitio de críticas y de revisión GameRankings, Future Cop: LAPD tiene un puntaje agregado de 80% en PC basado en 2 comentarios y un puntaje agregado de 79% en la PlayStation 1 basado en 8 comentarios.
A pesar de sus malas ventas, el videojuego recibió críticas generalmente positivas. IGN le dio a la versión de PS1 un 8.3, mientras decía "Todo el paquete está allí. Grandes efectos de sonido, buena acción para un solo jugador, toneladas de disparos sin parar, muchas armas geniales, explosiones masivas y un modo de súper jugador para dos jugadores."
GameSpot le dio al videojuego un 7 de 10, mientras que "Future Cop: LAPD es un buen videojuego. Volver al principio del nivel después de morir realmente dificulta el videojuego principal, pero el otro modo es realmente excepcional. Definitivamente vale la pena echarle un vistazo".